# Bucium (Alba, Rumunjska)
Bucium (nje: Baumdorf; mađ: Bucsony) je općina u županiji Alba u Rumunjskoj. Općinu čini trideset sela: Angheleşti, Bisericani, Bucium, Bucium-Sat, Cerbu, Ciuculeşti, Coleşeni, Dogăreşti, Fereşti, Floreşti, Gura Izbitei, Heleşti, Izbicioara, Izbita, Jurcuieşti, Lupuleşti, Măgura, Muntari, Petreni, Poiana, Poieni, Stâlnişoara, Vâlcea, Valea Abruzel, Valea Albă, Valea Cerbului, Valea Negrilesii, Valea Poienii, Valea Şesii i Văleni